# Momentane belasting
De momentane belasting op een constructie is de belasting die op een bepaald moment vrijwel zeker op een constructie aanwezig is. Het gaat hier om een veranderlijke belasting.
De momentane combinatie van belastingen is opgebouwd uit:
- Permanente belastingen zoals het eigen gewicht en de rustende belasting
- de momentane variabele belasting.

Om de momentane variabele belasting op een constructie te bepalen wordt deze variabele belasting vermenigvuldigd met een momentaanfactor ψ. Deze factor mag worden toegepast, maar niet minder zijn dan de in de normen voorgeschreven waarden. Deze momentaanfactor kan voor verschillende belastingen en belastinggevallen een verschillende waarde hebben. Er worden in de Eurocode 0 (NEN-EN 1990) drie momentaanfactoren onderscheiden:
- ψ0: combinatiefactor. Deze wordt toegepast bij combinaties van variabele belasting, waarbij het onwaarschijnlijk is dat alle opgelegde variabele belastingen gelijktijdig aanwezig zijn. Bijvoorbeeld de belasting op een fundering wordt veroorzaakt door meerdere verdiepingen. De controle van de uiterste draagkracht van de fundering moet dan bepaald worden met de volle opgelegde variabele belasting op één verdiepingsvloer en voor de overige verdiepingsvloeren met de momentane variabele belasting. Voor woonfuncties geldt: ψ0=0,4.
- ψ1: momentaanfactor voor de frequentie. Er zijn situaties waarbij op een bepaald moment gedurende levensduur van de constructie een bijzondere toestand kan optreden, bijvoorbeeld brand, waarbij delen van de constructie wegvallen zoals brandwerende omtimmeringen van staalconstructies. Dit is een tijdelijke toestand. De weerstand van de draagconstructie mag dan getest worden op de permanente belasting en de opgelegde variabele belasting vermenigvuldigd met de momentaanfactor voor de frequentie. De overschrijdingskans is 1%. Voor woningen mag bijvoorbeeld ψ1=0,5 worden toegepast voor berekening van de uiterste grenstoestand van de constructie met een buitengewone belasting of belastingsstoestand.
- ψ2: quasi-blijvend. Deze momentaanfactor geeft de kans weer op de grootte van de permanente belasting die min of meer altijd aanwezig zal zijn. Bij berekeningen van de kruip van een constructie wordt deze toegepast. De overschrijdingskans is 50% van de tijd. Voor woningen geldt: ψ2=0,3 voor bijvoorbeeld vloerbelastingen, bij wind is deze uiteraard 0.

Zo worden vloeren van een restaurant berekend op een veranderlijke belasting van 4 kN/m2 (het gewicht van ongeveer 4 personen per vierkante meter). Deze belasting zal echter zelden aanwezig zijn. De momentane variabele belasting op de vloer dit gebouw bedraagt in combinatie met andere belastingen: ψ0 * 4 = 0.25 * 4 = 1 kN/m2; waarbij ten minste een van de aanwezige variabele belastingen, en wel de ongunstigste, voor 100% moet worden meegeteld. Voor een buitengewone situatie geldt: ψ1 * 4=0,7 * 4=2,8 kN/m2  en voor het bepalen van de belasting die waarschijnlijk meestal aanwezig is: ψ2 * 4=0,6 * 4=2,4 kN/m2.
statische belasting ·
dynamische belasting

permanente belasting · 
veranderlijke belasting · 
bijzondere belasting ·
momentane belasting

uiterste grenstoestand · 
bruikbaarheidsgrenstoestand ·
belastingsfactor

puntlast · 
lijnlast · 
vlaklast · 
verhinderde vervorming